# Christophe Duthuron
Christophe Duthuron est un comédien, auteur, metteur en scène et réalisateur français, né le 3 mars 1973.

## Biographie
Il cofonde la compagnie « Les Inutiles » en 1994 qu'il codirige jusqu'en 2000 . Il y joue une vingtaine de pièces de théâtre du répertoire classique (Guitry, Hugo, Daudet; Feydeau...) ou contemporain  (Mrozeck, Buzzati, Köbeli…) et y écrit ses premiers textes.
Durant cette même période, il interprète aussi quelques rôles au cinéma, notamment sous la direction d’Alain Minier (Oui papa, court métrage, 1994), de Pierre Richard (Droit dans le mur, long métrage, 1997) et de Jean-Marc Peyreffite (Le Passenger, court métrage, 2001).
Admirateur de Pierre Richard, il monte à Paris. Attendant des heures sur le quai, en face de la péniche où habite l’acteur, il parvient à attirer son attention et se fait inviter à monter à bord. De cette rencontre naîtra une amitié et une collaboration soutenue.
En 2000 il est co-scénariste de la série Un gars, une fille.
Il commence à travailler avec un humoriste inconnu, Nicolas Canteloup, pour qui il coécrit certains sketchs de son premier spectacle Tous des guignols, 2001, joué au Théâtre Trévise et de son second Méfiez-vous des imitations, 2002, joué au Vingtième Théâtre, au Théâtre de la Main d'Or et à l'Olympia en 2003.
Il est coauteur en 2007 avec Pierre Palmade des Fugueuses qui a été créé avec Line Renaud et Muriel Robin.

## Théâtre
- 2003-2004 : Détournement de mémoire[6] de Pierre Richard et Christophe Duthuron, mise en scène Christophe Duthuron, théâtre du Rond-Point
- 2006 : Pierre et fils de Pierre Palmade et Christophe Duthuron, mise en scène Christophe Duthuron, avec Pierre Richard, musique (violon) Scott Tixier, Théâtre des Variétés
- 2007-2008 : Pierre et fils de Pierre Palmade et Christophe Duthuron, mise en scène Christophe Duthuron, théâtre des Variétés et tournée
- 2007 : Fugueuses de Pierre Palmade et Christophe Duthuron, mise en scène Christophe Duthuron, Théâtre des Variétés. Ultime représentation en direct sur France 2 le 5 janvier 2008.
- 2009-2012 : Franchise postale de Pierre Richard et Christophe Duthuron, mise en scène Christophe Duthuron, Pépinière Théâtre et tournée
- 2012-2016 : Pierre Richard III de Pierre Richard et Christophe Duthuron, mise en scène Christophe Duthuron, Théâtre du Rond-Point (2012), Bobino et Festival d'Avignon 2013, tournée y compris Moscou en 2016 à l’hôtel Cosmos[7]
- 2015 : Ne me regardez pas comme ça !, de et avec Isabelle Mergault et Sylvie Vartan, mise en scène Christophe Duthuron, Théâtre des Variétés[8]
- 2020 : Elle & Lui d'Isabelle Mergault, théâtre des Nouveautés

## Filmographie

### Réalisateur et/ou scénariste

#### Télévision
- 2000-2004 : Un gars, une fille, série télévisée ; collaboration occasionnelle à l'écriture des sketchs
- 2005 : Mademoiselle Joubert, série télévisée créé par Christophe Duthuron et Olivier Minier
- 2006 : Intime conviction, fiction-jeu de Patrick Sébastien, écriture des scènes avec Olivier Lejeune[9]
- 2007 : Palizzi, série télévisée ; collaboration occasionnelle à l'écriture des sketchs
- 2010-2013 : Soda, série télévisée ; collaboration occasionnelle à l'écriture des sketchs
- 2011 : La minute du Chat, série de Philippe Geluck ; collaboration occasionnelle à l'écriture des sketchs

#### Cinéma
- 2009 : Et toi ?, court métrage de 10 min de Méliane Marcaggi et Jean-Marc Peyrefitte ; Christophe Duthuron joue le rôle de François[10]
- 2009 : Le Bonheur de Pierre de Robert Ménard, long métrage avec Pierre Richard, Christophe Duthuron collabore au scénario
- 2016 : Brice 3 de James Huth, long métrage, Christophe Duthuron co-scénariste avec Jean Dujardin et James Huth
- 2018 : Les Vieux Fourneaux, réalisation, co-scénariste et musique, d'après la BD Les Vieux Fourneaux
- 2020 : Belle Fille de Méliane Marcaggi, co-scénariste
- 2022 : Les Vieux Fourneaux 2 : Bons pour l'asile
- 2022 : Le Tigre et le Président de Jean-Marc Peyrefitte : le gendarme
- 2024 : Fêlés, réalisateur et co-scénariste avec Méliane Marcaggi

### Acteur
- 2016 : Brice 3 de James Huth : le patron de Chez Marius
- 2020 : Belle Fille de Méliane Marcaggi : le curé

## Publications
- Comme un poisson sans eau, détournement de mémoire (avec Pierre Richard), Paris, Le Cherche midi, octobre 2003
- Franchise postale : autoportrait par correspondance (avec Pierre Richard), Paris, Le Cherche midi, coll. « Giboulées », 2010, 258 p. (ISBN 978-2-74-910812-4)
- Souvenirs d'un distrait (avec Pierre Richard), Paris, Le Cherche midi, 2023